# Уильямс, Брайт
Брайт Эрнест Уильямс (англ. Bright Ernest Williams; 27 февраля 1897, Риссингтон — 13 февраля 2003, Хейстингс, Хокс-Бей) — новозеландский военный, последний новозеландский ветеран Первой мировой войны на момент его смерти.

## Биография
Брайн Уильямс родился 27 февраля 1897 года в Риссингтоне в семье кузнеца. 
Был призван на службу в армию Новой Зеландии в марте 1916 года. В 1917 году он был на фронте в Бельгии, ранен 12 октября 1917 года. Уильямс получил три пулевых ранения в ходе битвы при Пашендейле. 
В 1998 году был награждён орденом Почётного легиона. В 2001 году в своём интервью Уильямс говорил о страданиях, грязи и ледяном дожде, о поиске убежища в окопах среди трупов мёртвых немецких солдат. 
Умер 13 февраля 2003 года в Хейстингсе, Хокс-Бей. На момент смерти Уильямса у него имелись две дочери, 11 внуков, 20 правнуков и два праправнука.